# Карна (Смоленская область)
Карна — исчезнувшая деревня в Починковском районе Смоленской области России. 
Располагалась между существующими ныне деревнями  Митюли, Шаталово и  Дмитриевка у истоков ручья Вепрянка. Эти земли сейчас входят в Шаталовское сельское поселение Починковского района. В 10 км к северу расположен город Починок.

## История
Согласно изданному в 1981 справочнику административно-территориального деления Смоленской области деревня Карна ещё существовала и числилась на учёте с 1904 года. . Отмечена она и на картах Генерального Штаба Красной Армии с данными на 1926 год. В ней тогда числился 31 двор.
На топографической же карте 2010 года деревни уже нет. Отмечено только урочище Карна 1-я.
То есть деревня возникла где-то в самом начале 20 века и в конце этого же века ичезла.